# Fábio Silva
Fábio Daniel Soares Silva (Gondomar, 19 juli 2002) is een Portugees voetballer die doorgaans speelt als centrumspits. Hij verruilde in september 2020 FC Porto voor Wolverhampton Wanderers.

## Clubcarrière

### FC Porto
Silva doorliep de jeugdreeksen van FC Porto, SL Benfica en keerde uiteindelijk terug naar Porto waar hij de Youth League won. In februari 2019 mocht hij van coach Sérgio Conceição het eerste elftal komen vervoegen mede door zijn talrijke doelpunten bij het jeugdelftal.
Op 10 augustus 2019, de openingsspeeldag van de Primeira Liga kwam Silva 11 minuten voor tijd Otávio vervangen in de met 2–1 verloren wedstrijd op Gil Vicente FC. Hiermee werd hij de jongste speler ooit voor Porto in de Portugese competitie.
Even later herhaalde hij dat record op het Europese toneel, toen hij mocht invallen tegen Young Boys in de Europa League. Uiteindelijk kroonde Fábio zich ook tot de jongste debutant en de jongste doelpuntenmaker ooit bij Porto.

### Wolverhampton Wanderers
Op 5 september 2020 werd Silva aangekocht door Wolverhampton Wanderers FC voor een clubrecordbedrag van 35 miljoen pond (40 miljoen euro).
Tussen 2020 en 2022 speelde Fábio 62 wedstrijden voor Wolverhampton waarin hij 4 goals en 6 assists wist af te leveren. Ook voor de Wanderers werd hij de jongste speler ooit die in de Premier League een goal maakte. 
Bij de start van het voetbalseizoen 2022/23 werd hij zonder aankoopoptie verhuurd aan RSC Anderlecht voor één seizoen. Vervolgens vertrok Silva op 25 januari 2023 nogmaals op huurbasis, ditmaal naar PSV.

## Clubstatistieken
| Seizoen     | Club                       | Competitie           | Competitie | Competitie | Competitie | Beker | Beker | Beker | Internationaal | Internationaal | Internationaal | Totaal | Totaal | Totaal |
| Seizoen     | Club                       | Competitie           | Wed.       | Dlp.       | Ass.       | Wed.  | Dlp.  | Ass.  | Wed.           | Dlp.           | Ass.           | Wed.   | Dlp.   | Ass.   |
| ----------- | -------------------------- | -------------------- | ---------- | ---------- | ---------- | ----- | ----- | ----- | -------------- | -------------- | -------------- | ------ | ------ | ------ |
| 2019/20     | FC Porto                   | Primeira Liga        | 12         | 1          | 0          | 6     | 2     | 2     | 3              | 0              | 0              | 21     | 3      | 2      |
| Club Totaal | Club Totaal                | Club Totaal          | 12         | 1          | 0          | 6     | 2     | 2     | 3              | 0              | 0              | 21     | 3      | 2      |
| 2020/21     | Wolverhampton Wanderers FC | Premier League       | 32         | 4          | 3          | 4     | 0     | 0     | —              | —              | —              | 36     | 4      | 3      |
| 2021/22     | Wolverhampton Wanderers FC | Premier League       | 22         | 2          | 0          | 4     | 0     | 3     | —              | —              | —              | 26     | 2      | 3      |
| Club Totaal | Club Totaal                | Club Totaal          | 54         | 6          | 3          | 8     | 0     | 3     | 0              | 0              | 0              | 62     | 6      | 6      |
| 2022/23     | → RSC Anderlecht           | Eerste klasse A      | 20         | 7          | 1          | 2     | 1     | 1     | 10             | 3              | 2              | 32     | 11     | 4      |
| Club Totaal | Club Totaal                | Club Totaal          | 20         | 7          | 1          | 2     | 1     | 1     | 10             | 3              | 2              | 32     | 11     | 4      |
| 2022/23     | → PSV                      | Eredivisie           | 14         | 4          | 1          | 3     | 0     | 0     | 2              | 1              | 1              | 19     | 5      | 2      |
| Club Totaal | Club Totaal                | Club Totaal          | 14         | 4          | 1          | 3     | 0     | 0     | 2              | 1              | 1              | 19     | 5      | 2      |
| 2023/24     | Wolverhampton Wanderers FC | Premier League       | 8          | 0          | 0          | 2     | 1     | 0     | —              | —              | —              | 10     | 1      | 0      |
| Club Totaal | Club Totaal                | Club Totaal          | 62         | 6          | 3          | 10    | 1     | 3     | 0              | 0              | 0              | 72     | 7      | 6      |
| 2023/24     | → Rangers FC               | Scottish Premiership | 18         | 4          | 0          | 5     | 2     | 0     | 2              | 0              | 0              | 25     | 6      | 0      |
| Club Totaal | Club Totaal                | Club Totaal          | 18         | 4          | 0          | 5     | 2     | 0     | 2              | 0              | 0              | 25     | 6      | 0      |
| 2024/25     | → UD Las Palmas            | La Liga              | 13         | 5          | 2          | 0     | 0     | 0     | —              | —              | —              | 13     | 5      | 2      |
| Club Totaal | Club Totaal                | Club Totaal          | 13         | 5          | 2          | 0     | 0     | 0     | 0              | 0              | 0              | 13     | 5      | 2      |
| Totaal      | Totaal                     | Totaal               | 139        | 27         | 7          | 26    | 6     | 6     | 17             | 4              | 3              | 182    | 37     | 16     |

Bijgewerkt op 11 januari 2023.

## Erelijst
| KNVB Beker | 1x | 2022/23 |

## Interlandcarrière
Silva is Portugees jeugdinternational.